# 伊佐爾波神社
伊佐爾波神社（いさにわじんじゃ）は、愛媛県松山市にある神社。式内社で、旧社格は県社。神紋は「左三つ巴」。
別称として「湯月八幡」・「道後八幡」とも呼ばれる。

## 概要

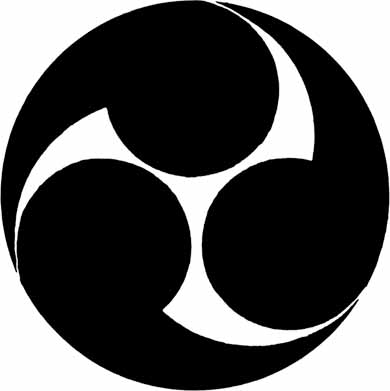
神紋（左三つ巴）

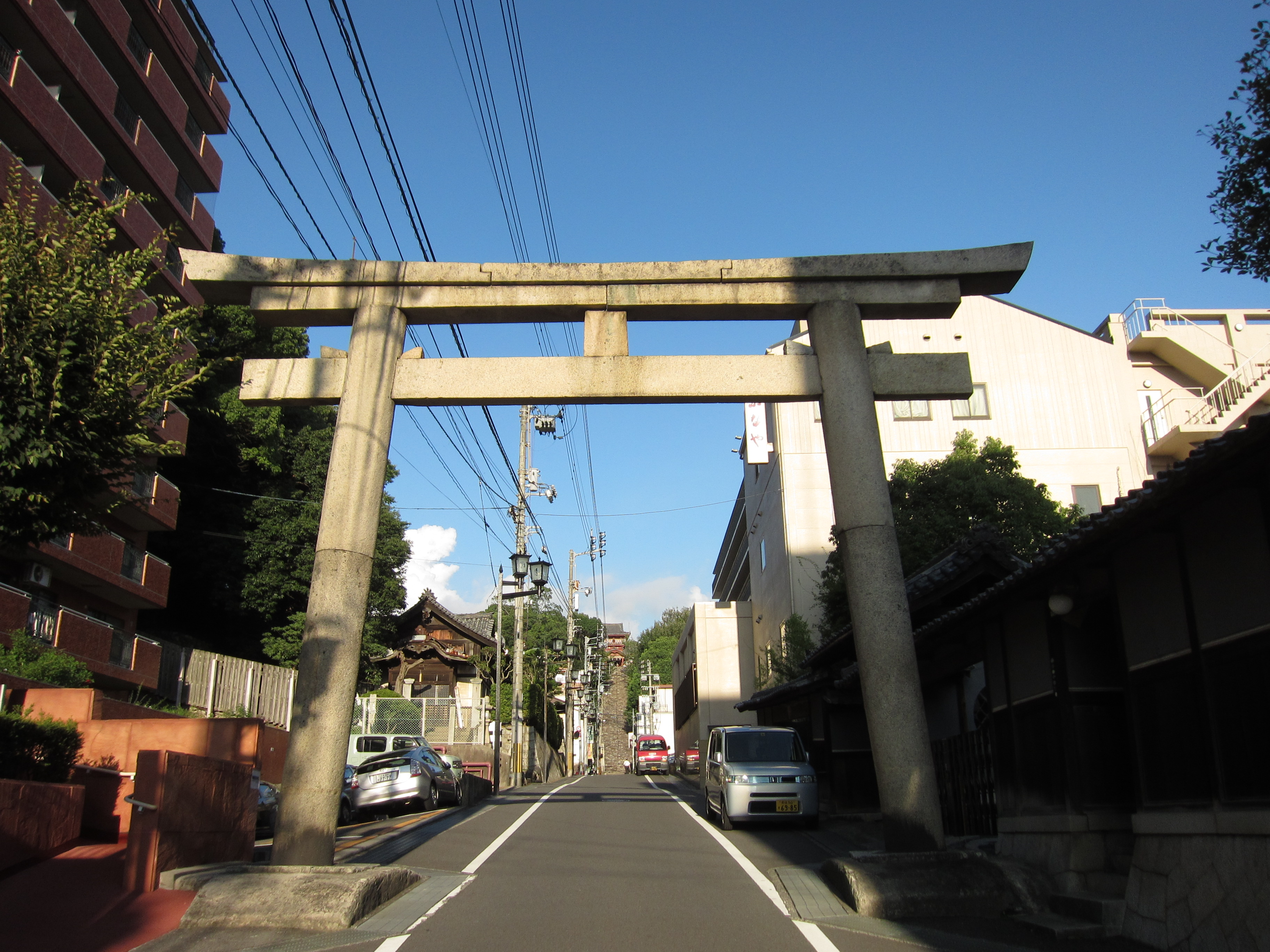
鳥居

松山市市街地の西部、道後温泉近くの道後山の東南端に鎮座する。もとは道後公園のある場所にあったが、建武年間に河野通盛によって湯築城構築のため現在地に移された。
現存する社殿は寛文7年（1667年）に松山藩主松平定長によって造営された。
国の重要文化財に指定されている社殿は、全国に3例しかない八幡造である。このほか、重要文化財の太刀（銘 国行）が伝えられている。

## 祭神
主祭神
- 譽田別尊 （ほんだわけのみこと） - 応神天皇に同じ
- 足仲彦尊 （たらしなかつひこのみこと） - 仲哀天皇に同じ
- 氣長足姫尊 （おきながたらしひめのみこと） - 神功皇后に同じ
- 三柱姫大神 - 宗像三女神に同じ。以下の3柱を指す
  - 市杵島姫尊 （いちきしまひめのみこと）
  - 湍津姫尊 （たぎつひめのみこと）
  - 田心姫命 （たぎりひめのみこと）

配神
- 東照大神 （東照大権現） - 徳川家康に同じ

## 歴史

### 概史
社伝によれば、仲哀天皇と神功皇后が道後温泉に来湯した際の行宮跡に創建されたという。旧鎮座地は「伊佐爾波岡」と呼ばれていた。
平安時代中期の『延喜式神名帳』には「伊予国温泉郡 伊佐尓波神社」と記載され、式内社に列している。神仏習合の時代には、宝厳寺と石手寺は、共に伊佐爾波神社の別当寺であったとされる。
伊予国守護・河野氏による湯築城の築城に際し、現在の地に移転した。当社は湯築城の守護神として河野氏から崇敬されたほか、道後七郡（野間・風速・和気・温泉・久米・伊予・浮穴の各郡）の総守護とされた。
松山藩の藩主となった加藤嘉明は、松山城の固めとして松山八社八幡を定め、当社は「湯月八幡宮」として一番社とされた。また武運長久の祈願社として、社領に久米郡井合の土地100石を寄進した。
寛文2年（1661年）、弓の名手といわれた三代藩主松平定長は、将軍家より江戸城内において弓の競射を命じられた際、湯月八幡宮へ必中祈願をした。寛文4年（1664年）6月、定長は、将軍家の御前で弓を無事に射ることができ、祈願成就の御礼として社殿の造替に着手した。
寛文7年（1667年）5月15日、大工697人、延べ人数69,017人を要し新社殿が完成。松平家より代参として家老竹内家が参拝し、遷宮式が挙行された。新社殿は石清水八幡宮を模したとされる八幡造で、宇佐八幡宮とあわせて3例のみである（現存）。

### 明治以降
- 明治4年（1871年）、近代社格制度において県社に列格。
- 昭和31年（1956年）6月、本殿が国の重要文化財に指定。
- 昭和42年（1967年）6月、申殿及び廊下、楼門、廻廊が重要文化財に追加指定。
- 昭和45年（1970年）から3年間にわたり、本格的な復元解体修理。
- 平成12年（2000年）から2年間にわたり、総工事費約2億6千万円をかけ、屋根（檜皮）の葺き替え工事、丹朱塗他塗装工事、破損個所の補修、その他修復工事。

参道前の社号碑は、出雲大社第82代出雲国造千家尊統の書である（湯神社も同じ）。

## 境内

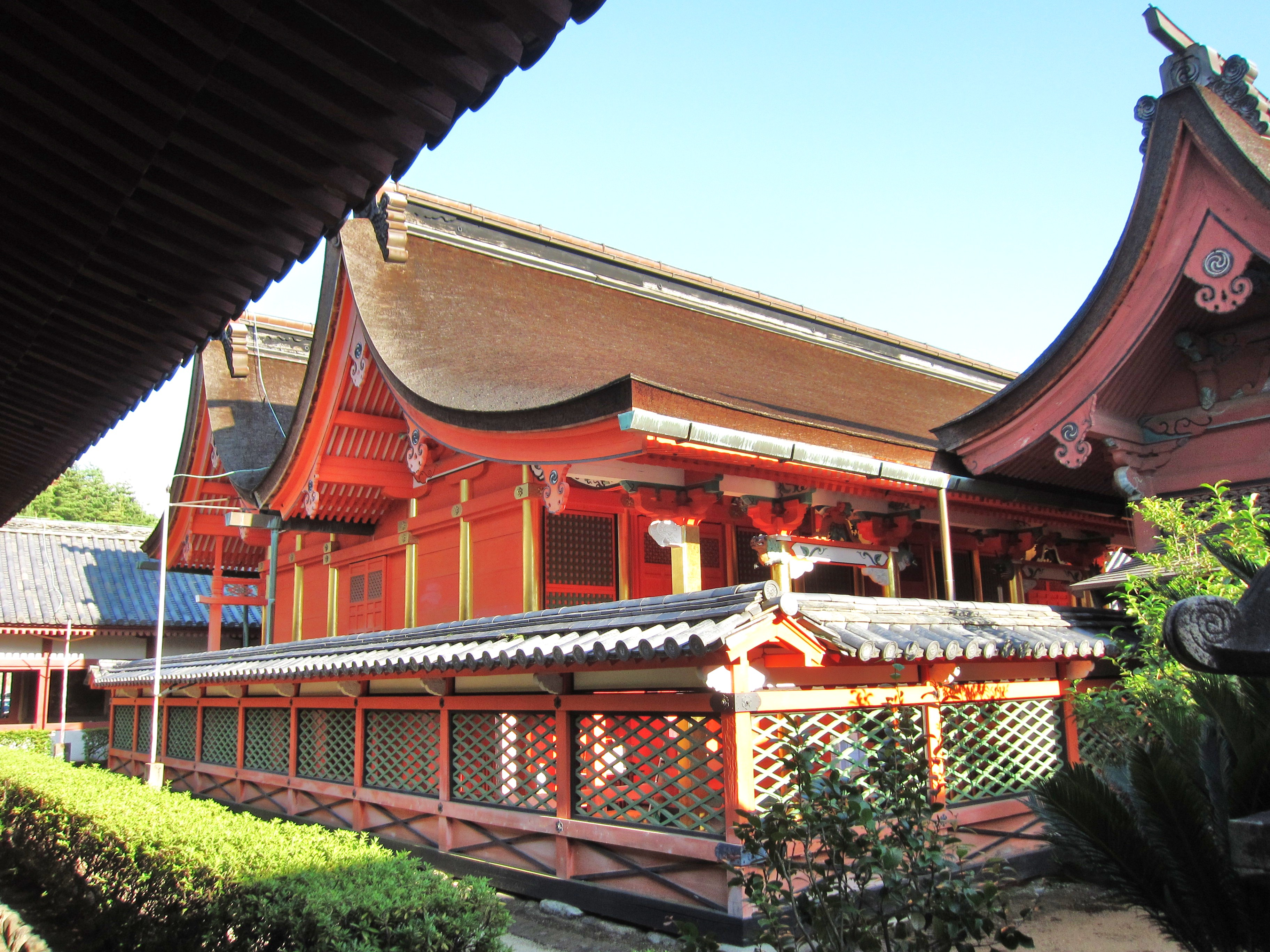
本殿と透塀（ともに重要文化財）

本殿
寛文7年（1667年）造営。様式は「八幡造」といわれ、後殿・前殿の2棟の社殿が前後につながった形をとる。後殿は祭神の夜の座所、前殿は昼の座所とされる。後殿は切妻造、檜皮葺、桁行9間、梁間2間で、三間社を横に3つ繋げた形となる。前殿は流造、檜皮葺き、桁行9間、梁間2間。国の重要文化財に指定。
申殿（もうしどの）
本殿の前に位置する。桁行1間、梁間1間、一重、切妻造平入りで檜皮葺。前方に桁行3間、梁間1間、妻入の廊下が接続する。国の重要文化財に指定。
楼門
社殿正面に位置する。入母屋造、本瓦葺。初層正面は唐破風とする。国の重要文化財に指定。
廻廊
楼門の左右から伸び、本殿等の社殿を囲む。国の重要文化財に指定。

## 摂末社

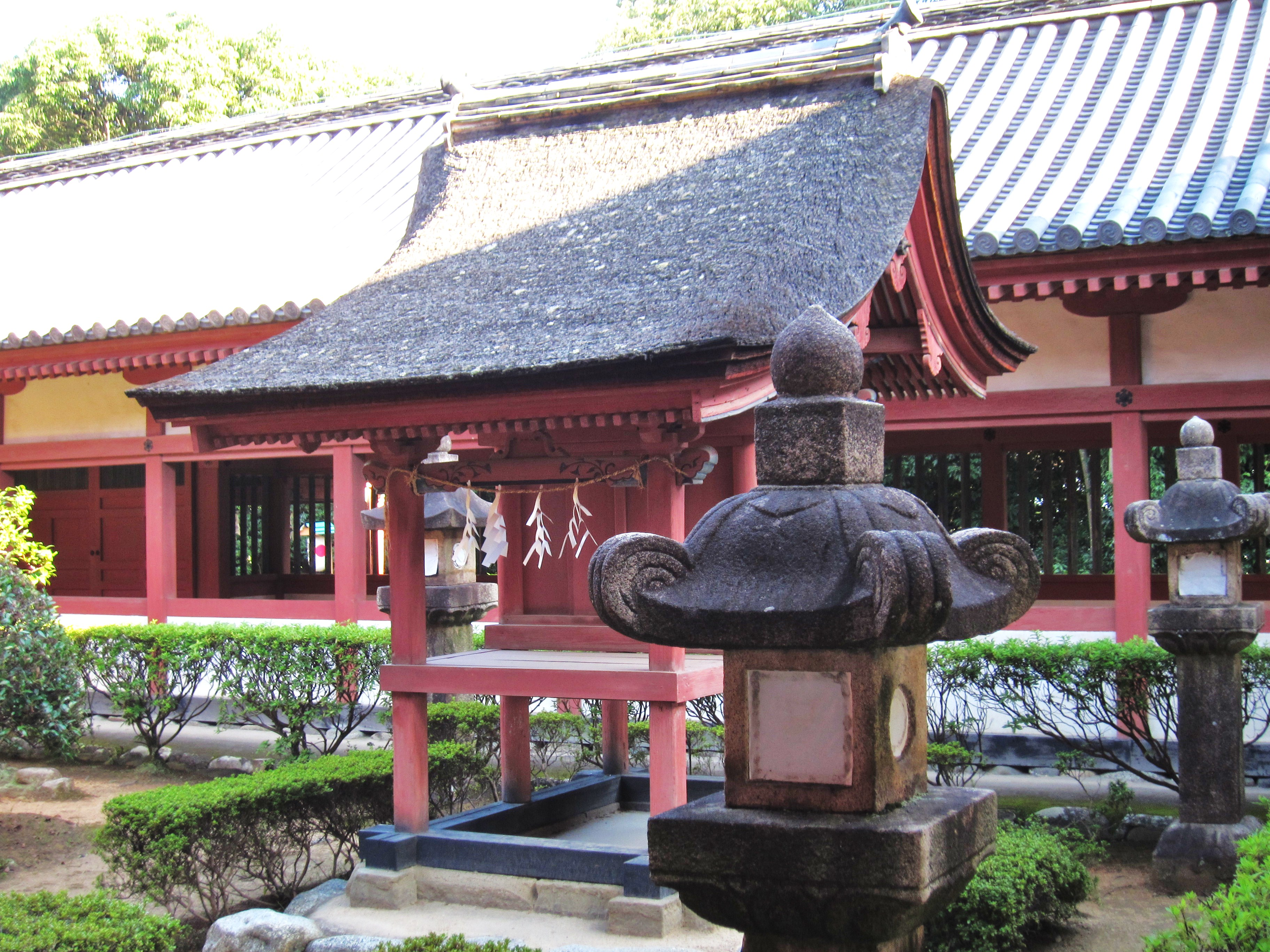
常盤新田霊社（重要文化財）
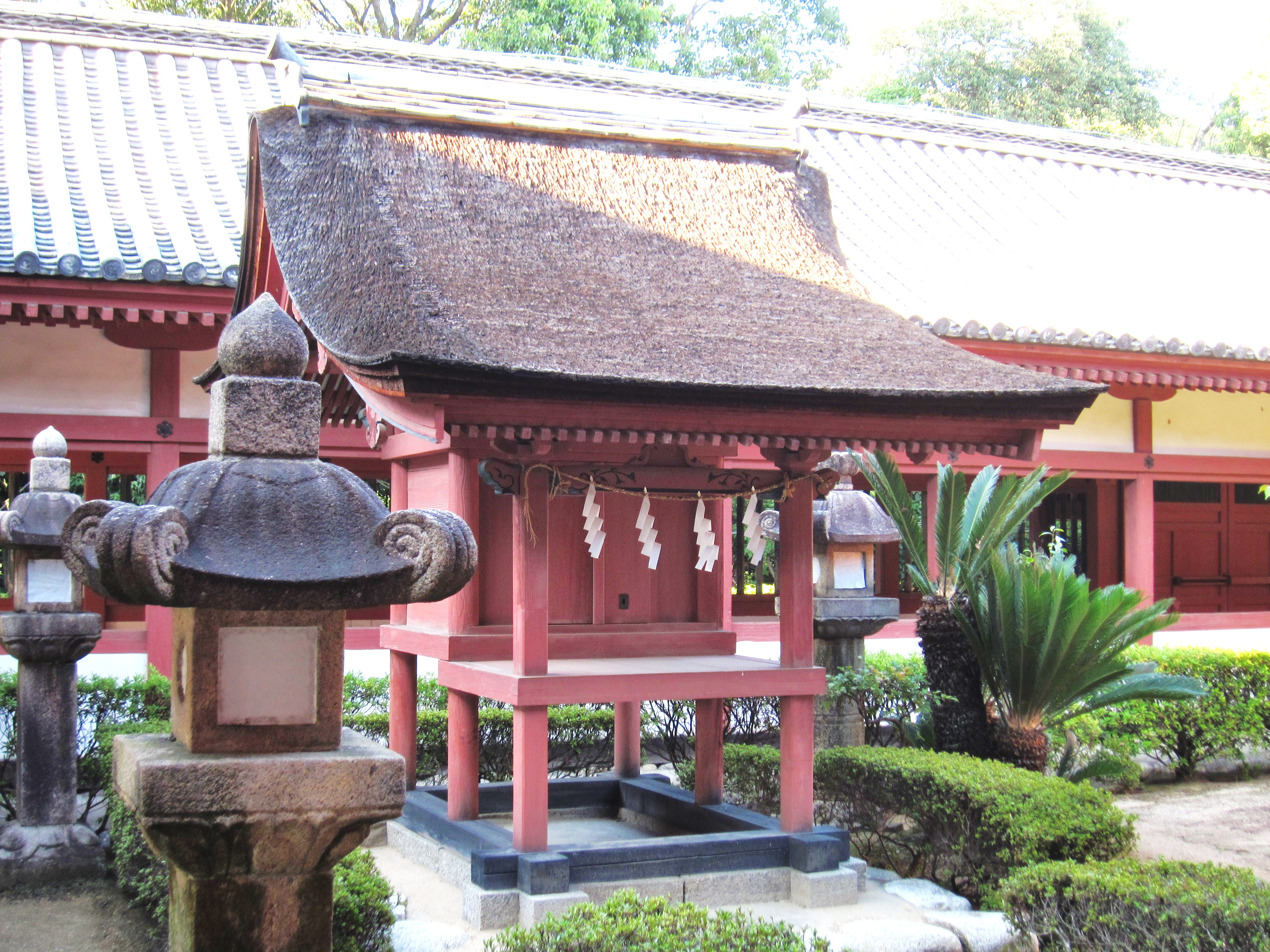
高良玉垂社（重要文化財）
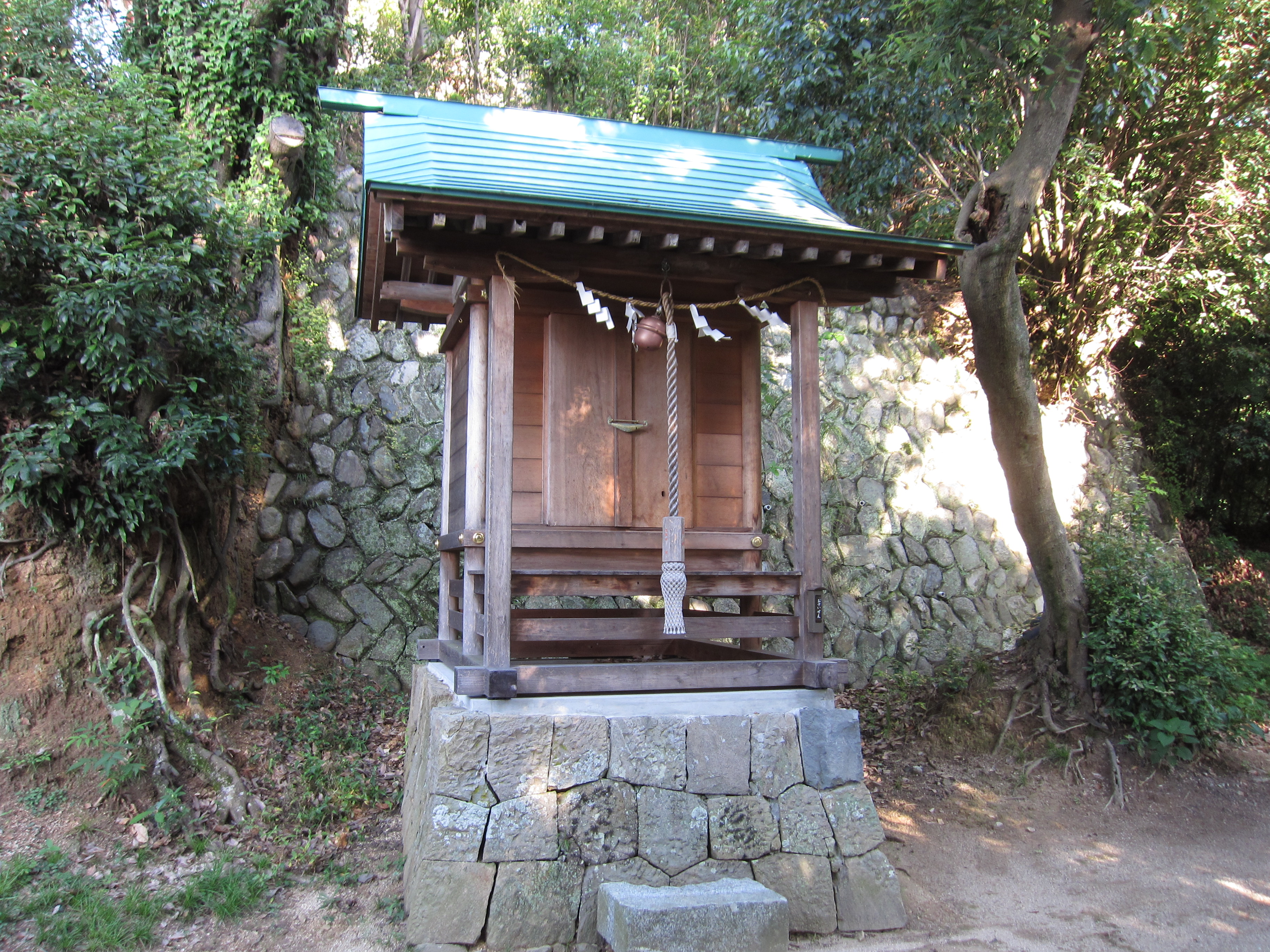
素鵞社

境内社は3社とも末社。
常盤新田霊社 （ときわにったれいしゃ）
祭神：新田義宗、脇屋義治、松平定長
回廊内南側に鎮座。社殿は重要文化財に指定。
南北朝時代伊予国と深い関係にあった南朝の新田義貞をはじめ、その子息新田義顕、新田義興、新田義宗、新田義貞の弟脇屋義助と子息脇屋義治の御神徳を祀った神社が愛媛県内には27社（うち13社の境内社）ある。他に配神として合祀しているものを合わせると、41社（うち境内社18社）ある。
高良玉垂社 （こうらたまたれしゃ）
祭神：武内宿禰命（たけうちのすくねのみこと）
回廊内北側に鎮座。社殿は重要文化財に指定。
武内宿禰は、景行、成務、仲哀、応神、仁徳までの5代にわたる天皇に仕え、特に神功皇后の三韓征伐を補佐したことが有名。長寿、厄除けの神として知られる。
素鵞社
祭神：素盞之男命（すさのおのみこと）、稲田姫命（くしなだひめのみこと）
参道の石段中腹南側に鎮座。
素盞之男命は、天照大神を脅かして高天原を追放され、その後、故郷の出雲へ向かい八岐大蛇を退治して天叢雲剣を手に入れ、稲田姫と結ばれる。五穀豊穣の神として知られる。
- 常盤新田霊社（重要文化財）
- 高良玉垂社（重要文化財）
- 素鵞社

## 文化財

### 重要文化財（国指定）
建造物
- 本殿 - 昭和31年指定
- 申殿及び廊下 - 昭和42年指定
- 楼門 - 昭和42年指定
- 廻廊 - 昭和42年指定

（以下、附（つけたり））
- 透塀 1棟 - 昭和31年指定（本殿と同時）
- 末社高良玉垂社本殿 - 昭和42年指定
- 末社常盤社新田霊社本殿 - 昭和42年指定
- 石燈籠 2基 - 昭和42年指定
- 棟札 1枚 - 昭和42年指定

工芸品
太刀（銘 国行）
鎌倉時代の作。長さ77.7cm。寛文5年（1665年）8月、松山城主・松平定長による奉納。昭和3年指定。

### 愛媛県指定有形民俗文化財
算額 22面
享和3年（1803年）から昭和21年（1937年）の算額が残り、江戸時代後期から明治年間のものが多い。平成17年指定（昭和55年松山市指定であったが、県指定に伴い解除）。

## 現地情報
所在地
- 愛媛県松山市桜谷町173

交通アクセス
- 最寄駅：伊予鉄道城南線（市内電車） 道後温泉駅 （徒歩5分）

周辺
- 道後温泉
  - 道後温泉本館
  - 椿の湯
  - 放生園 - からくり時計・足湯などのある小公園
  - 道後商店街

- 道後公園（湯築城跡）
- 松山市立子規記念博物館
- 湯神社
- 松山神社
- 石手寺 - 四国霊場第五十一番札所
- 宝厳寺 - 時宗開祖の一遍上人誕生地
- 常信寺